# Волкобой Іван Трохимович
Іва́н Трохи́мович Волкобо́й (нар. ? — пом. ?) — український заслужений викладач, статський радник.

## Життєпис

### Педагогічна праця
Викладає предмети Історія та Географія у Білоцерківському реальному училищі у 1872-1876 навчальних роках без чину, у 1876-1878 навчальних роках у чині колезький асесор, у 1878-1879 навчальному році у чині надвірний радник, у 1879-1883 навчальних роках у чині колезький радник.
У 1884-1885 навчальному році викладає предмети Історія та Географія у Рівненському реальному училищі зі званням заслужений викладач, а у 1885-1889 навчальних роках у чині статський радник виконує обов'язки інспектора і одночасно продовжує викладати історію та географію.
У 1889-1890 навчальному році виконує обов'язки інспектора Лубенської чоловічої гімназії.
У 1890-1897 навчальних роках працює інспектором у чоловічій гімназії міста Златополя.
У 1897-1906 навчальних роках виконує обов'язки інспектора Немирівської чоловічої гімназії.

## Зазначення
1. ↑  Адрес-Календарь. Общая Роспись начальствующих и прочих должностных лиц в Российской Империи на 1873 год. Часть 1 и 2. Ч. 1 С. 404 [Архівовано 20 грудня 2016 у Wayback Machine.](рос. дореф.)
2. ↑  Адрес-Календарь. Общая Роспись начальствующих и прочих должностных лиц в Российской Империи на 1874 год. Часть 1 и 2. Ч. 1 С. 409 [Архівовано 4 лютого 2017 у Wayback Machine.](рос. дореф.)
3. ↑  Адрес-Календарь. Общая Роспись начальствующих и прочих должностных лиц в Российской Империи на 1875 год. Часть 1 и 2. Ч. 1 С. 417 [Архівовано 4 лютого 2017 у Wayback Machine.](рос. дореф.)
4. ↑  Адрес-Календарь. Общая Роспись начальствующих и прочих должностных лиц в Российской Империи на 1876 год. Часть 1 и 2. Ч. 1 С.419 [Архівовано 2 квітня 2015 у Wayback Machine.](рос. дореф.)
5. ↑  Адрес-Календарь. Общая Роспись начальствующих и прочих должностных лиц в Российской Империи на 1877 год. Часть 1 и 2. Ч. 1 С. 422 [Архівовано 2 квітня 2015 у Wayback Machine.](рос. дореф.)
6. ↑  Адрес-Календарь. Общая Роспись начальствующих и прочих должностных лиц в Российской Империи на 1878 год. Часть 1 и 2. Ч. 1 С. 416 [Архівовано 2 квітня 2015 у Wayback Machine.](рос. дореф.)
7. ↑  Адрес-Календарь. Общая Роспись начальствующих и прочих должностных лиц в Российской Империи на 1879 год. Часть 1 и 2. Ч. 1 С. 434 [Архівовано 10 травня 2017 у Wayback Machine.](рос. дореф.)
8. ↑  Адрес-Календарь. Общая Роспись начальствующих и прочих должностных лиц в Российской Империи на 1880 год. Часть 1 и 2. Ч. 1 С. 438 [Архівовано 10 травня 2017 у Wayback Machine.](рос. дореф.)
9. ↑  Адрес-Календарь. Общая Роспись начальствующих и прочих должностных лиц в Российской Империи на 1881 год. Часть 1 и 2. Ч. 1 С. 433 [Архівовано 22 жовтня 2016 у Wayback Machine.](рос. дореф.)
10. ↑  Адрес-Календарь. Общая Роспись начальствующих и прочих должностных лиц в Российской Империи на 1882 год. Часть 1 и 2. Ч. 1 С. 426 [Архівовано 22 жовтня 2016 у Wayback Machine.](рос. дореф.)
11. ↑  Адрес-Календарь. Общая Роспись начальствующих и прочих должностных лиц в Российской Империи на 1883 год. Часть 1 и 2. Ч. 1 С. 427 [Архівовано 22 жовтня 2016 у Wayback Machine.](рос. дореф.)
12. ↑  Адрес-Календарь. Общая Роспись начальствующих и прочих должностных лиц в Российской Империи на 1885 год. Часть 1 и 2. Ч. 1 С. 416 [Архівовано 22 жовтня 2016 у Wayback Machine.](рос. дореф.)
13. ↑  Персоны  /  Волкобой Иван Трофимович статский советник заслуженный преподаватель истории Ровенского реального училища на 1885 г. //РГИА [Архівовано 13 січня 2017 у Wayback Machine.](рос. дореф.)
14. ↑  Адрес-Календарь. Общая Роспись начальствующих и прочих должностных лиц в Российской Империи на 1886 год. Часть 1 и 2. Ч. 1 С. 412-413 [Архівовано 22 жовтня 2016 у Wayback Machine.](рос. дореф.)
15. ↑  Адрес-Календарь. Общая Роспись начальствующих и прочих должностных лиц в Российской Империи на 1887 год. Часть 1 и 2. Ч. 1 С. 407-408 [Архівовано 22 жовтня 2016 у Wayback Machine.](рос. дореф.)
16. ↑  1888. Адрес-Календарь. Общая роспись начальствующих и прочих должностных лиц по всем управлениям в Российской Империи, часть 1 и 2. Ч. 1 С. 407-408 [Архівовано 22 жовтня 2016 у Wayback Machine.](рос. дореф.)
17. ↑  1889. Адрес-календарь. Общая роспись начальствующих и прочих должностных лиц по всем управлениям в Российской Империи, часть 1 и 2. Ч. 1 С. 401-402 [Архівовано 22 жовтня 2016 у Wayback Machine.](рос. дореф.)
18. ↑  Адрес-календарь Российской Империи. (часть 1 и 2). Ч. 1 С. 396 [Архівовано 10 квітня 2011 у Wayback Machine.](рос. дореф.)
19. ↑  Адрес-календарь. Общая роспись начальствующих и прочих должностных лиц по всем управлениям в Российской Империи, часть 1 и 2. Ч. 1 С. 394 [Архівовано 22 жовтня 2016 у Wayback Machine.](рос. дореф.)
20. ↑  Адрес-календарь. Общая роспись начальствующих и прочих должностных лиц по всем управлениям в Российской Империи на 1892 год, часть 1 и 2. Ч. 1 С. 385 [Архівовано 22 жовтня 2016 у Wayback Machine.](рос. дореф.)
21. ↑  Адрес-календарь. Общая роспись начальствующих и прочих должностных лиц по всем управлениям в Российской Империи на 1893 год, часть 1 и 2. Ч. 1 С. 519 [Архівовано 22 жовтня 2016 у Wayback Machine.](рос. дореф.)
22. ↑  Адрес-Календарь. Общая Роспись начальствующих и прочих должностных лиц по всем управлениям в Российской Империи на 1894 год. Часть 1 и 2. Ч. 1 С. 523 [Архівовано 22 жовтня 2016 у Wayback Machine.](рос. дореф.)
23. ↑  Адрес-Календарь. Общая Роспись начальствующих и прочих должностных лиц по всем управлениям в Российской Империи на 1895 год. Часть 1 и 2. Ч. 1 С. 535 [Архівовано 2 лютого 2017 у Wayback Machine.](рос. дореф.)
24. ↑  Адрес-Календарь. Общая Роспись начальствующих и прочих должностных лиц по всем управлениям в Российской Империи на 1896 год. Часть 1 и 2. Ч. 1 С. 544 [Архівовано 20 грудня 2016 у Wayback Machine.](рос. дореф.)
25. ↑  Адрес-Календарь. Общая Роспись начальствующих и прочих должностных лиц по всем управлениям в Российской Империи на 1897 год. Часть 1 и 2. Ч. 1 С. 218 [Архівовано 20 грудня 2016 у Wayback Machine.](рос. дореф.)
26. ↑  Адрес-Календарь. Общая Роспись начальствующих и прочих должностных лиц по всем управлениям в Российской Империи на 1898 год. Часть 1 и 2. Ч. 1 С. 224 [Архівовано 26 лютого 2015 у Wayback Machine.](рос. дореф.)
27. ↑  Адрес-Календарь. Общая Роспись начальствующих и прочих должностных лиц во всем управлении Российской Империи. Часть 1 и 2. Ч. 1 С. 229 [Архівовано 7 травня 2017 у Wayback Machine.](рос. дореф.)
28. ↑  Адрес-Календарь. Общая роспись начальствующих и прочих должностных лиц по всем управлениям в Российской Империи на 1900 год, часть 1 и 2. Ч. 1 С. 235 [Архівовано 10 травня 2017 у Wayback Machine.](рос. дореф.)
29. ↑  Адрес-Календарь. Общая роспись начальствующих и прочих должностных лиц по всем управлениям в Российской Империи на 1901 год, часть 1 и 2. Ч. 1 С. 240 [Архівовано 10 квітня 2011 у Wayback Machine.](рос. дореф.)
30. ↑  Адрес-Календарь. Общая роспись начальствующих и прочих должностных лиц по всем управлениям в Российской Империи на 1902 год, часть 1 и 2. Ч. 1 С. 240 [Архівовано 10 травня 2017 у Wayback Machine.](рос. дореф.)
31. ↑  Адрес-Календарь. Общая роспись начальствующих и прочих должностных лиц по всем управлениям в Российской Империи на 1903 год. Часть 1. С. 238. [Архівовано 10 травня 2017 у Wayback Machine.](рос. дореф.)
32. ↑  Адрес-Календарь. Общая роспись начальствующих и прочих должностных лиц по всем управлениям в Российской Империи на 1904 год, часть 1. С. 244. [Архівовано 7 травня 2017 у Wayback Machine.](рос. дореф.)
33. ↑  Адрес-Календарь. Общая роспись начальствующих и прочих должностных лиц по всем управлениям в Российской Империи на 1905 год, часть 1 и 2. Ч. 1 С. 253 [Архівовано 7 травня 2017 у Wayback Machine.](рос. дореф.)
34. ↑  Адрес-Календарь. Общая роспись начальствующих и прочих должностных лиц по всем управлениям в Российской Империи на 1906 год, часть 1. С. 265. [Архівовано 5 листопада 2016 у Wayback Machine.](рос. дореф.)